# Idaea campinaria
Idaea campinaria là một loài bướm đêm trong họ Geometridae.